# Foramen ethmoïdal antérieur
Le foramen ethmoïdal antérieur est une petite ouverture dans la paroi médiale de l'orbite.

## Structure
Le foramen ethmoïdal antérieur est placé entre les os frontal et ethmoïde.
Il forme l'orifice antérieur du canal ethmoïdo-frontal antérieur qui fait communiquer les cavités orbitaires avec la fosse crânienne antérieure.
L'ouverture interne du canal est située au milieu du bord latéral du sillon olfactif.
Il permet le passage des vaisseaux ethmoïdaux antérieurs (artère et veine) et du nerf ethmoïdal antérieur.